# Невеста Хампти Шармы
«Невеста Хампти Шармы» (хинди हम्प्टी शर्मा की दुल्हनिया, Humpty Sharma Ki Dulhania) — индийская романтическая комедия, снятая режиссёром Шашанком Кхайтаном и вышедшая в прокат 11 июля 2014 года. Главные роли исполнили Алия Бхатт и Варун Дхаван. По результатам кассовых сборов фильм стал одной из самых успешных картин года.
Фильм переведён и озвучен на русский язык под названием «Непохищенный жених» по заказу компании Ред Медиа для показа на канале Индия ТВ.

## Сюжет
Кавья Пратап Сингх, девушка из Амбалы, через месяц выходит замуж. Мечтая о дизайнерском свадебном платье, она едет в Дели. Там она знакомится с Ракешем «Хампти» Шармой, веселым и беззаботным парнем. Она ему нравится с первого взгляда. Вскоре Кавья отвечает ему взаимностью, но героиня вынуждена вернуться в родной город, чтобы вступить в брак с человеком, которого ей выбрал отец. Не желая расставаться с любимой, Ракеш едет за ней. У него всего пять дней для того, чтобы доказать её семье свою любовь…

## В ролях
- Алия Бхатт — Кавья Пратап Сингх
- Варун Дхаван — Ракеш «Хампти» Шарма
- Сиддхарт Шукла — Ангад, жених Кавьи
- Ашутош Рана — мистер Сингх, отец Кавьи
- Адитья Шарма — Ранджит, брат Кавьи
- Дипика Амин — миссис Сингх, мать Кавьи
- Махназ Дамания — Свати, сестра Кавьи
- Гаурав Пандей — Шонти, друг Ракеша
- Сахил Ваид — Поплу, друг Ракеша
- Кенни Десаи — мистер Шарма, отец Ракеша
- Гунча Нарула — Гурприт, подруга Кавьи
- Шивани Махаджан — миссис Чиббер, жена преподавателя бухгалтерского учета

## Саундтрек
| №                   | Название            | Исполнители                                                                            | Длительность |
| ------------------- | ------------------- | -------------------------------------------------------------------------------------- | ------------ |
| 1.                  | «Saturday Saturday» | Акрити Каккар, Индип Бакши, Бадшах                                                     | 3:30         |
| 2.                  | «Samjhawan»         | Ариджит Сингх, Шрея Гхошал                                                             | 4:29         |
| 3.                  | «Daingad Daingad»   | Удит Нараян, Дивья Кумар, Акрити Каккар, Пратибха Бхагел, Дипали Сатхе, Нихарика Синха | 3:43         |
| 4.                  | «Lucky Tu Lucky Me» | Бенни Даял, Анушка Манчанда, Варун Дхаван                                              | 3:23         |
| 5.                  | «Emotional Fool»    | Тоши Сабри                                                                             | 3:26         |
| 6.                  | «D Se Dance»        | Вишал Дадлани, Шалмали Кхолгаде, Анушка Манчанда                                       | 3:27         |
| Общая длительность: | Общая длительность: | Общая длительность:                                                                    | 24:14        |

## Награды
Stardust Awards 2014
- Лучшая мужская роль в комедии или мелодраме — Варун Дхаван
- Лучшая мужская роль второго плана — Сиддхарт Шукла